# TeX Gyre Heros
TeX Gyre Heros ist eine freie Implementierung einer typischen Neo-Grotesk-Schriftart aus der Mitte des 20. Jahrhunderts. Sie ist eine Derivatschriftart der kostenlosen Ausgabe von Nimbus Sans L, allerdings mit verbesserten Buchstabenformen und zusätzlichen Glyphen sowie Metriken, die mit Adobe Helvetica kompatibel sind. Nimbus Sans selbst wurde von URW++ erstellt und ist von Helvetica inspiriert, die auch unter ihrem ursprünglichen Namen Neue Haas Grotesk bekannt ist.

## Hintergrund
Das Designziel von TeX Gyre Heros war es, eine freie Alternative zur Schriftfamilie Adobe Helvetica zu schaffen, die eine der 10 in PostScript Level 2 definierten Basis-Schriftfamilien ist. Obwohl sie für die Verwendung mit TeX erstellt wurde, ist sie für jede Desktop-Publishing-Software geeignet, die das Adobe-Type-1- oder das OTF-Schriftformat unterstützt.

## Lizenz
Die TeX Gyre Heros-Schriftfamilie wurde unter der freien GUST Font License veröffentlicht.

## Stile
Die Schriftfamilie enthält acht Stile: Regular, Italic, Bold und Bold Italic (qhvr, qhvri, qhvb, qhvbi) und die komprimierten Gegenstücke (qhvcr, qhvcri, qhvcb, qhvcbi).

## Technische Details

### Schriftformate
TeX Gyre Heros wurde in den Formaten OTF, Type 1 und TFM veröffentlicht.

### Glyphenbereich
Alle acht Schriftdateien, qhvb, qhvbi, qhvr, qhvri, qhvcb, qhvcbi, qhvcr, qhvcri, enthalten den gleichen Zeichenvorrat von 1089 Zeichen.